# Vaotu'u
Vaotu'u es una localidad del distrito de Nukunuku, en Tonga. Tiene una población de 455 habitantes en 2021.